# Virginie Ghesquière
Virginie Ghesquière, född 1768, död 1867, var en fransk soldat. 
Hon var född i byn Délémont nära Lille. Hon var släkt med byns borgmästare Jean Baptiste Ghesquière. År 1806 tog hon sin brors plats i Napoleons armé, utklädd till man. Hon tjänstgjorde i Spanska självständighetskriget under Andoche Junot, och steg i graderna till sergeant och löjtnant. 
Hon påstås ha varit en av tre kvinnor som fått Hederslegionen av Napoleon (vid sidan av Anne Biget och Marie-Jeanne Schellinck), men huruvida det är sant är okänt: det finns inga register över de personer som fick medaljen under den tidsperioden. Det är däremot känt att hon fick Saint Helena-medaljen (som hon mottog först 1857). Virginie Ghesquières biologiska kön avslöjades år 1812 och hon blev då omedelbart avskedad från armén. 
Hon blev föremål för en populär visa, som handlade om hennes tid som soldat, och där hon sades ha blivit soldat av kärlek till sin bror, vars hälsa inte tillät honom att hörsamma inkallelsen.